# 笑福亭梅鶴
笑福亭 梅鶴（しょうふくてい ばいかく）は、上方落語の名跡。現在は空き名跡となっている。実際過去に何人いたか不明で2代目と3代目の間にもうひとりいたようである（1898年に2代目が弟子の梅鶴と一緒に神戸の寄席に出演した記事が新聞に掲載されている）。
- 初代笑福亭梅鶴 - 初代笑福亭松鶴の門人。それ以外不明。
- 2代目笑福亭梅鶴 - 後の2代目笑福亭勝鶴。
- 3代目笑福亭梅鶴 - 本項にて記述。

3代目 笑福亭梅鶴（生没年不詳）は、本名: 本田 章助。享年不詳。
2代目笑福亭梅鶴の門下で梅左から1917年ころに梅鶴を襲名。前座時代も襲名後もほとんど大阪の主要寄席に出ず巡業が多かったためかどういった人物かあまり判っていない。